# Fernando Alfonso de Castilla
Fernando Alfonso de Castilla (1334-1350) fue un noble castellano e hijo ilegítimo del rey Alfonso XI de Castilla y de su amante, Leonor de Guzmán.
Fue I señor de Ledesma, Haro, Béjar, Granadilla, Montemayor, Galisteo, Salvatierra y de otros lugares, aunque Ricardo del Arco y Garay le atribuyó erróneamente el título de señor de Marchena y otros autores el de conde de Lemos.

## Orígenes familiares
Por parte paterna era nieto del rey Fernando IV de Castilla y de la reina Constanza de Portugal, y por parte materna fueron sus abuelos Pedro Núñez de Guzmán y Juana Ponce de León.
Fue hermano, entre otros, de Enrique II de Castilla, de Fadrique Alfonso de Castilla, maestre de la Orden de Santiago, de Tello de Castilla, que fue señor de Vizcaya, y también hermanastro del rey Pedro I de Castilla.

## Biografía
Fernando Alfonso de Castilla nació en 1334 y poco después que su hermanastro, el infante Pedro, que llegaría a reinar como Pedro I de Castilla y que nació en Burgos el día 30 de agosto del mencionado año, aunque la mayoría de los autores afirman erróneamente que Fernando Alfonso nació en 1336, en noviembre de 1336, o en 1339. Pero en el capítulo CLIX de la Gran Crónica de Alfonso XI, como advirtió Esther González Crespo, consta que el nacimiento de Fernando Alfonso de Castilla tuvo lugar en 1334:

E en este año nasçio otro hijo al rrey de doña Leonor, e pusole nombre don Fernando.

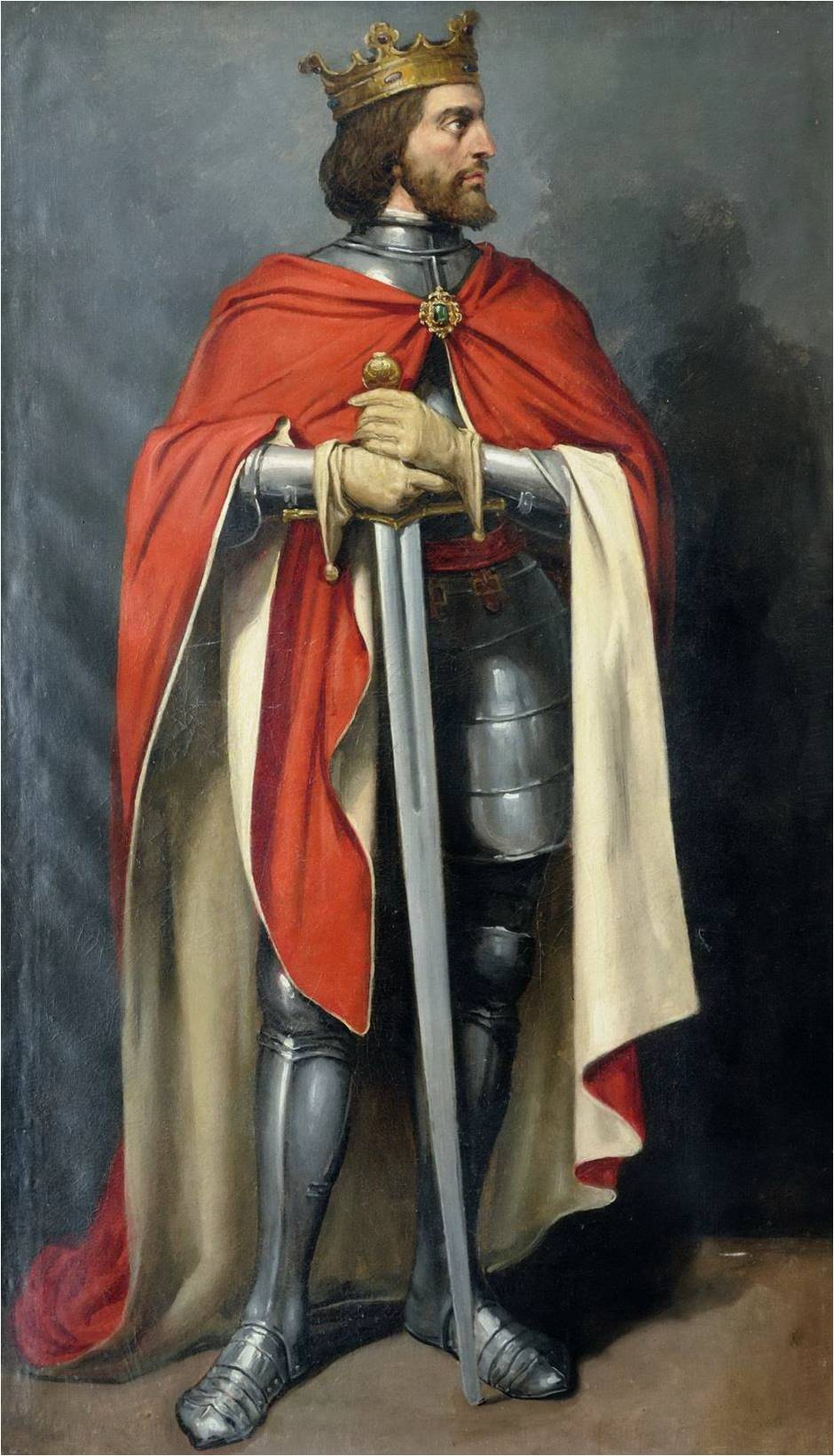
Retrato imaginario de Alfonso XI de Castilla. José María Rodríguez de Losada. (Ayuntamiento de León).

En octubre de 1335 Fernando Alfonso comenzó a aparecer como confirmante en los privilegios de la época con el título de «hijo del rey», y así continuó hasta 1338, fecha en la que empezó a confirmar como «señor de Ledesma». Y el 9 de abril de 1337, y como señaló el padre Enrique Flórez, Fernando Alfonso aparece como «don Fernando fijo del Rey» en el privilegio por el que su padre confirmó los «Privilegios de Alcántara».
En 1338, aunque otros autores afirmaron erróneamente que fue en 1341, Alfonso XI cedió a su hijo Fernando Alfonso el señorío de Ledesma y también todos los señoríos que habían pertenecido a su hermano Sancho Alfonso de Castilla, debido a que este era «sordomudo» o «fatuo», en palabras de Enrique Flórez, y entre ellos figuraban las villas de Béjar, Granadilla, Montemayor, Galisteo, Salvatierra y otros lugares. Y su padre cedió al mismo tiempo a Fernando Alfonso las «casas y vasallos principales» que habían sido de su hermano Sancho Alfonso. Y en el capítulo CCXIII de la Gran Crónica de Alfonso XI, como advirtió González Crespo, se describen así estos acontecimientos:

El rrey partio de Trugillo luego e fue a Plazençia, e dende a Bejar e a Ledesma. E por quanto el auie dado a don Sancho su fijo el señorio de Ledesma con las villas de Galisteo e de Granada e de Monte Mayor e de Saluatierra, e otras villas que le dio por heredad, e este don Sancho era sin entendimiento, e por esto tirole aquella heredad que le auia dado, e diola a don Fernando su fijo, que fasta entonces no le auie eredado en ninguna cosa.

Fernando Alfonso fue señor de la villa de Ledesma desde 1338 hasta 1344, y también está documentado que fue señor de Béjar desde 1338 hasta aproximadamente el año 1344, como indicó Monsalvo Antón. Y el 15 de septiembre de 1338, en Guadalajara, Fernando Alfonso ordenó al alcaide del castillo de Ledesma que en lo sucesivo entregase al concejo de la villa los malhechores que se refugiasen en la fortaleza, y al mismo tiempo dispuso en otra carta enviada el mismo día que el concejo de Ledesma debería capturar a los «malhechores y querellosos» que, tras pelearse dentro de los cementerios o iglesias, se refugiaban en estas últimas.

El 2 de octubre de 1338, y desde la ciudad de Guadalajara, Fernando Alfonso ordenó que el concejo de Ledesma debería abonar a su despensero mayor, Fernando Díaz Calderón, los tributos de las «calopnias e omeziellos e el mostrenco e el algarino e la tablageria» junto con 4000 maravedís que había dejado de percibir al dejar de cobrar esos impuestos. Y ocho días después, el 10 de octubre, hallándose reunido el concejo de Ledesma en la puerta de la iglesia de Santa María, sus miembros respondieron al infante Fernando que Ledesma siempre había estado exenta de pagar esos tributos que ahora reclamaba el señor de la villa y que debían entregar a Fernando Díaz Calderón, que era el despensero mayor de Fernando Alfonso.

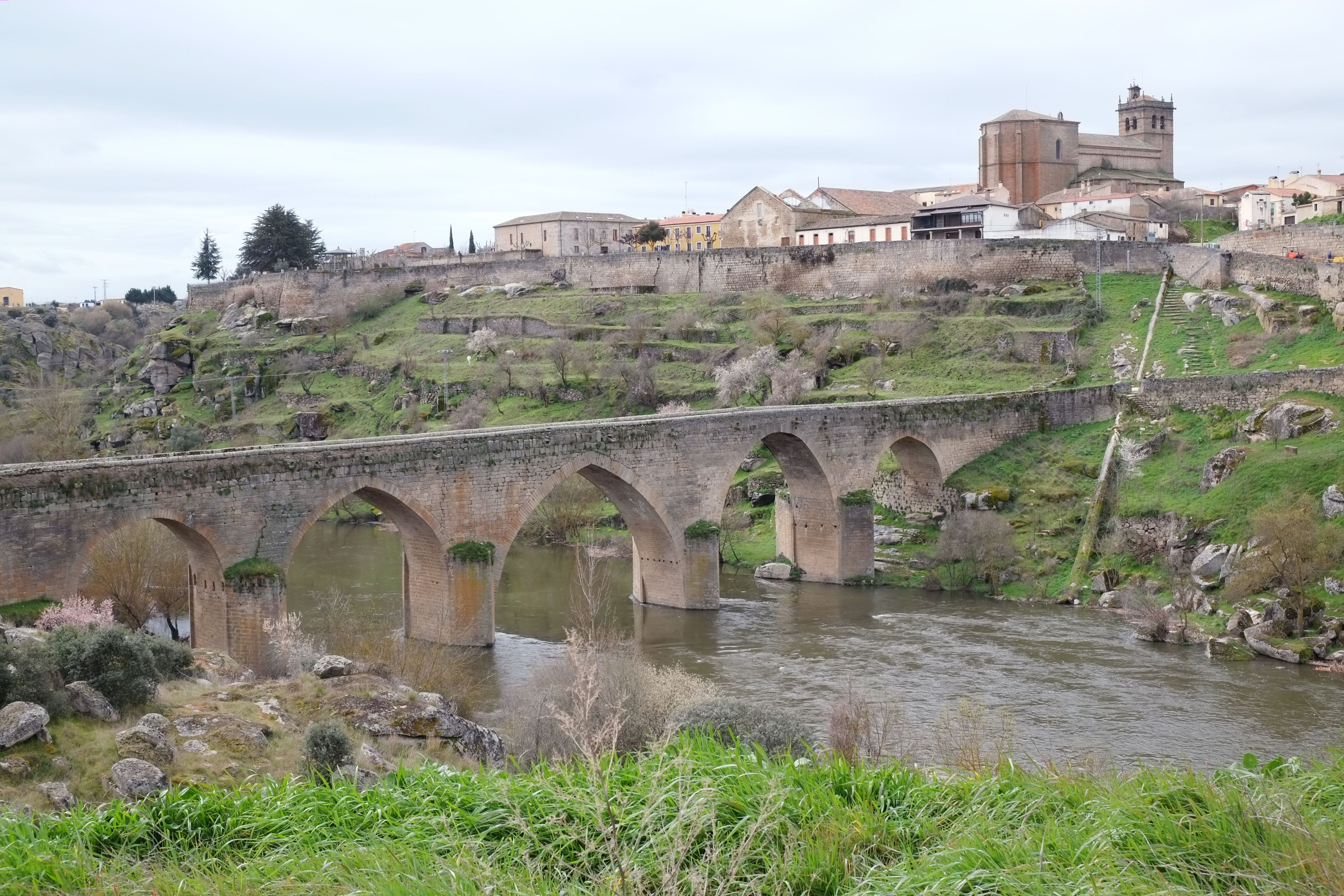
Vista del municipio de Ledesma. (Provincia de Salamanca).

En 1339 Garcilaso II de la Vega, que había sido mayordomo mayor de Sancho Alfonso de Castilla, comenzó a serlo de Fernando Alfonso, y conviene añadir que posteriormente lo sería de Tello de Castilla, que era otro de los hijos de Alfonso XI y Leonor de Guzmán. Y el 27 de febrero de 1339, desde la ciudad de Madrid, Fernando Alfonso de Castilla informó a los alcaldes de Villarino y de Pereña, que eran aldeas del término de Ledesma, que los alcaldes de esta última serían los encargados de juzgar los pleitos que se produjeran «entre los habitantes de sus pueblos y otros de la villa o de su tierra». Y el 20 de diciembre de 1339, en la ciudad de Madrid, Alfonso XI de Castilla confirmó a Alfonso Fernández Coronel, que era su copero mayor, la donación que este último había hecho a Fernando Alfonso de Castilla de algunas de sus propiedades en Carmona.
En 1342 Fadrique Alfonso de Castilla fue nombrado maestre de la Orden de Santiago y perdió el señorío de Haro, que pasó a manos de su hermano Fernando Alfonso. Y el 1 de febrero de 1342, y desde la ciudad de Burgos, Fernando Alfonso ordenó al juez, alcaldes y a todos aquellos que debían juzgar los pleitos de la fonsadera, servicios y moneda forera en Ledesma, que no tomasen a los cogedores «vestidos de sus cuerpos» ni tampoco los «vestidos que tienen de escussa, nin las armas que tovieren para su cuerpo».

Los señoríos entregados por Alfonso XI a su hijo Sancho Alfonso y posteriormente a su otro hijo, Fernando Alfonso, habían pertenecido en décadas anteriores a diferentes personajes de la familia real castellana. Los señoríos de Béjar y Alba de Tormes fueron entregados por Fernando IV de Castilla a su primo Alfonso de la Cerda a cambio de que este último le reconociera como rey de Castilla y León, aunque poco después, y debido a sus desavenencias con el monarca, Fernando IV se los arrebató y los devolvió al realengo. Y en cuanto al señorío de Ledesma y a las villas de Montemayor, Miranda, Granadilla, Galisteo y Salvatierra, habían sido entregadas por Alfonso X de Castilla a su hijo, el infante Pedro, a cuya muerte pasaron a manos del hijo de este último, Sancho de Castilla el de la Paz, aunque tras la muerte de este último en 1312 sin herederos todas ellas retornaron al realengo.

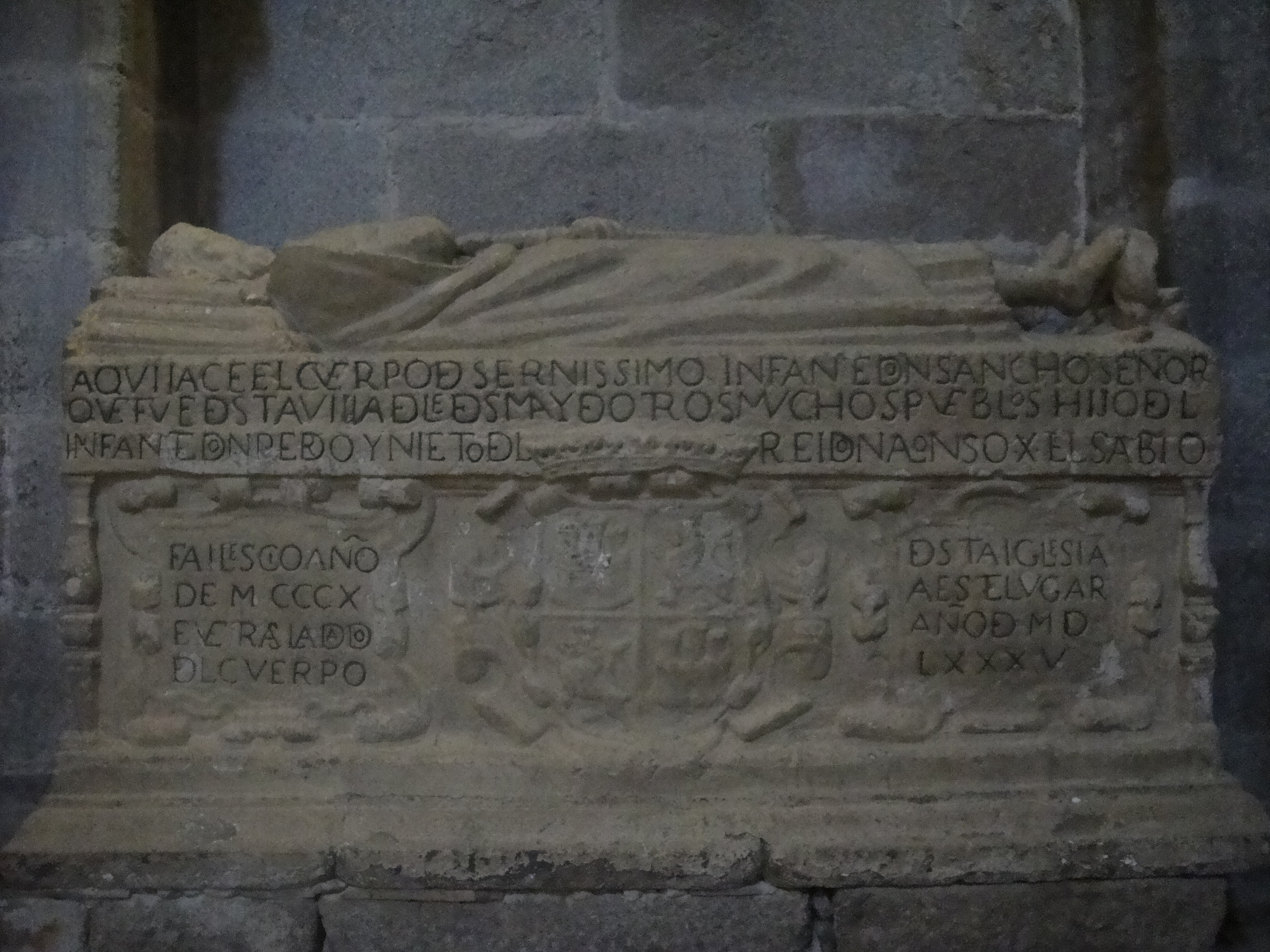
Sepulcro de Sancho de Castilla el de la Paz, que fue señor de Ledesma, en la iglesia de Santa María la Mayor de Ledesma.

Fernando IV de Castilla se comprometió en 1312, año en el que falleció, a no enajenar jamás el señorío de Ledesma del patrimonio de la Corona, y los tutores del rey Alfonso XI de Castilla también acordaron hacer lo mismo durante su minoría de edad en las Cortes de Palencia de 1313 y en las Cortes de Burgos de 1315. Pero al alcanzar la mayoría de edad Alfonso XI no respetó lo acordado y hay constancia de que en 1330, según se deduce de unas «cartas» del monarca fechadas en ese año, había cedido el señorío de Ledesma a su esposa, la reina María de Portugal, aunque como se ha mencionado en líneas anteriores posteriormente pasaría a manos de Sancho Alfonso y de Fernando Alfonso de Castilla.
Tras la toma de Algeciras por Alfonso XI en 1344, Fernando Alfonso cedió su señorío de Ledesma por mandato de su padre a su hermano Juan Alfonso de Castilla, que hasta entonces había sido señor de Jerez de los Caballeros. Y el 5 de noviembre de 1344, aunque Gonzlález Crespo afirmó erróneamente que fue el día 15, Juan Alfonso de Castilla tomó posesión del señorío de Ledesma en el desaparecido Real Alcázar de Madrid y recibió en dicho lugar, en presencia del rey y de Leonor de Guzmán y de Fernando Alfonso, el pleito homenaje de los procuradores del concejo de Ledesma, que al mismo tiempo deshicieron el que habían rendido anteriormente a su antiguo señor, según consta en un documento del Archivo Municipal de Béjar:

En (Madrid), viernes, çinco días de noviembre, era de mill e trezientos e ochenta e dos años. Estando el muy alto e muy noble e mucho onrrado sennor don Alfonso, por la graçia de Dios rey de Castiella e de León, en el alcaçar de la dicha villa, do posava, et estando y presente donna Leonor, e otrossí, don Fernando, fijo del dicho sennor...

En la ceremonia antes mencionada los procuradores de Ledesma se comprometieron a recibir a Juan Alfonso como nuevo señor y juraron prestarle obediencia hasta el momento en que, una vez hubiera cumplido dieciséis años de edad, fuera reconocido como «señor natural con pleno dominio», aunque hasta entonces su madre, Leonor de Guzmán, actuaría como su tutora. Y González Crespo añadió que el documento donde se consignó la toma de posesión de Juan Alfonso es «muy interesante» desde el punto de vista histórico porque narra «todo el acto jurídico del vasallaje señorial».

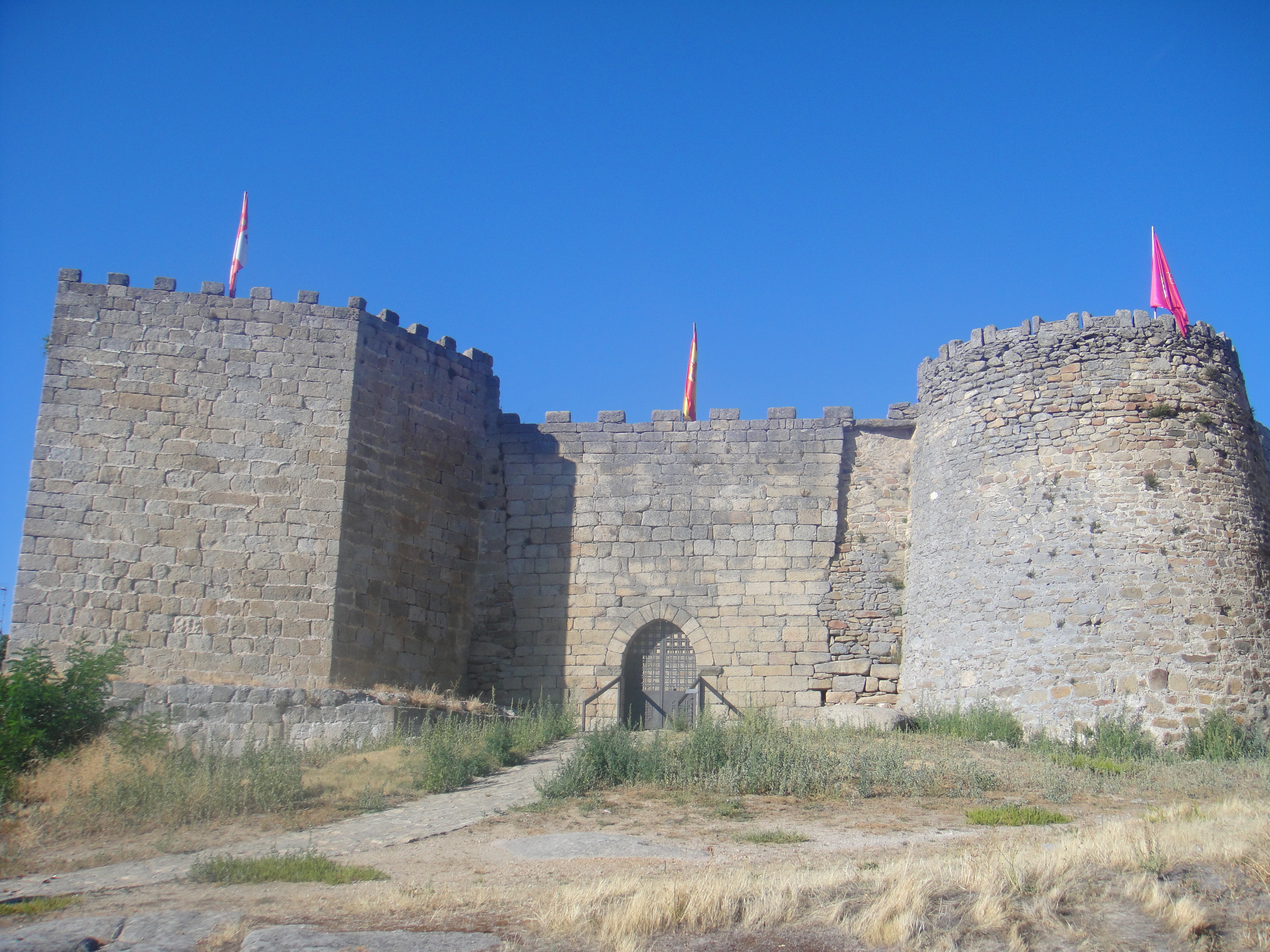
Fachada principal del castillo de Ledesma.

A pesar de su corta edad, en 1344 Fernando Alfonso ya disponía de un escudo de armas, pues ha llegado hasta nuestros días un sello suyo de ese año en el que aparece su escudo de armas, que consistía, como indicó el heraldista Faustino Menéndez Pidal de Navascués, en un «cuartelado en aspa de Castilla y de León» aunque sin los leones «afrontados». Y conviene señalar que ese mismo escudo fue empleado posteriormente por Enrique de Castilla, que fue hijo ilegítimo de Enrique II de Castilla y duque de Medina Sidonia, y posteriormente por Inés Enríquez de Castilla, que fue abadesa del convento de Santa Clara la Real de Toledo e hija ilegítima también de Enrique II de Castilla. Además, en el Museo Arqueológico Nacional de Madrid se conserva un pinjante adornado con este escudo de armas, y aunque se desconoce su lugar de origen, Menéndez Pidal de Navascués consideró altamente improbable que dicho pinjante hubiera pertenecido a Fernando Alfonso, el hijo ilegítimo de Alfonso XI, por lo que en su opinión debió pertenecer casi con total seguridad al duque Enrique de Castilla.
 

Hacia 1348, o simplemente en ese año, se proyectó el matrimonio de Fernando Alfonso con la dama aragonesa Violante de Luna, que era hija de Lope de Luna y de la infanta Violante de Aragón y prima por lo tanto del rey Pedro IV el Ceremonioso, aunque el enlace matrimonial no llegó celebrarse, como indicaron algunos autores, por causa de la muerte de Violante. Y Francisco de Moxó y Montoliu manifestó que este proyectado enlace manifiesta el interés de Leonor de Guzmán por casar a alguno de sus hijos con familias del reino de Aragón y justifica, parcialmente al menos, la tibieza de Alfonso XI de Castilla a la hora de apoyar a su sobrino, el marqués Fernando de Aragón, que en esos momentos se había rebelado contra su hermanastro Pedro IV.

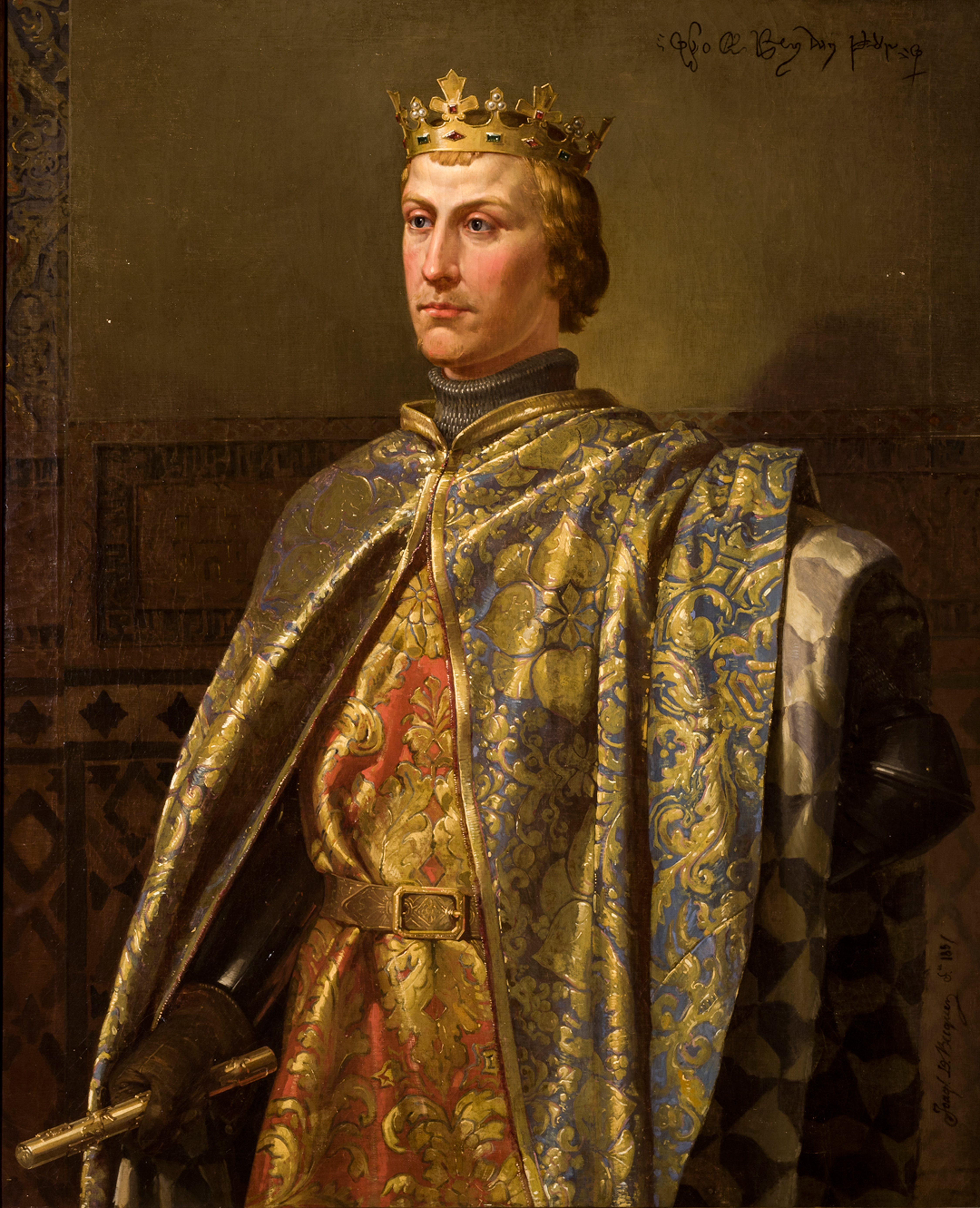
Retrato imaginario del rey Pedro I de Castilla. Joaquín Domínguez Bécquer. (Ayuntamiento de Sevilla).

El 26 de marzo de 1350, mientras asediaba Gibraltar, falleció el rey Alfonso XI de Castilla a causa de la peste, y fue sucedido en el trono por su hijo, Pedro I de Castilla. Y, por otra parte, conviene señalar que de la relación amorosa y extramatrimonial entre Alfonso XI de Castilla y Leonor de Guzmán nacieron diez hijos, aunque en el momento de la muerte de Alfonso XI sólo quedaban con vida ocho de ellos. Y González Crespo añadió que a la muerte de Alfonso XI sus hijos ilegítimos quedaron:

Colmados de riquezas y honores, obtenidos por la ambición materna y por la generosidad paterna, aunque habría que decir que el rey, más que generoso, fue pródigo con ellos, al derrochar bienes territoriales que hubieran podido permanecer en el realengo.

En la Crónica del rey Don Pedro consta que en 1350, y hallándose Pedro Ponce de León el Viejo y Enrique de Trastámara en Marchena, ambos nobles concertaron el matrimonio de Fernando Alfonso de Castilla con María Ponce de León, que era hija de Pedro Ponce de León el Viejo, aunque en dicha Crónica consta que no llegaron a casarse por la muerte de Fernando Alfonso, que falleció al poco tiempo, aunque otros autores mencionaron simplemente que él falleció antes de que el matrimonio llegara a consumarse. Y en el capítulo IX de la Crónica del rey Don Pedro, como advirtió González Crespo, se describieron del siguiente modo estos acontecimientos:

E el Conde Don Enrique, é Don Pero Ponce llegáronse estonce mas cerca de Sevilla, é vinieron para un lugar de Don Pero Ponce que dicen Marchena. E como ende llegaron, enviaron á Sevilla, é ficieron y venir á Don Ferrando Señor de Ledesma, hermano del Conde Don Enrique, que era fijo del Rey Don Alfonso é de Doña Leonor de Guzman, el qual se criara con el Rey Don Pedro quando era Infante: é desque llegó á Marchena desposáronle con una fija de Don Pero Ponce, que decían Doña Maria Ponce; empero non llegó á casar con ella, que
á poco tiempo finó este Don Ferrando.

Fernando Alfonso de Castilla falleció en 1350 cuando tenía unos dieciséis años de edad.

## Sepultura

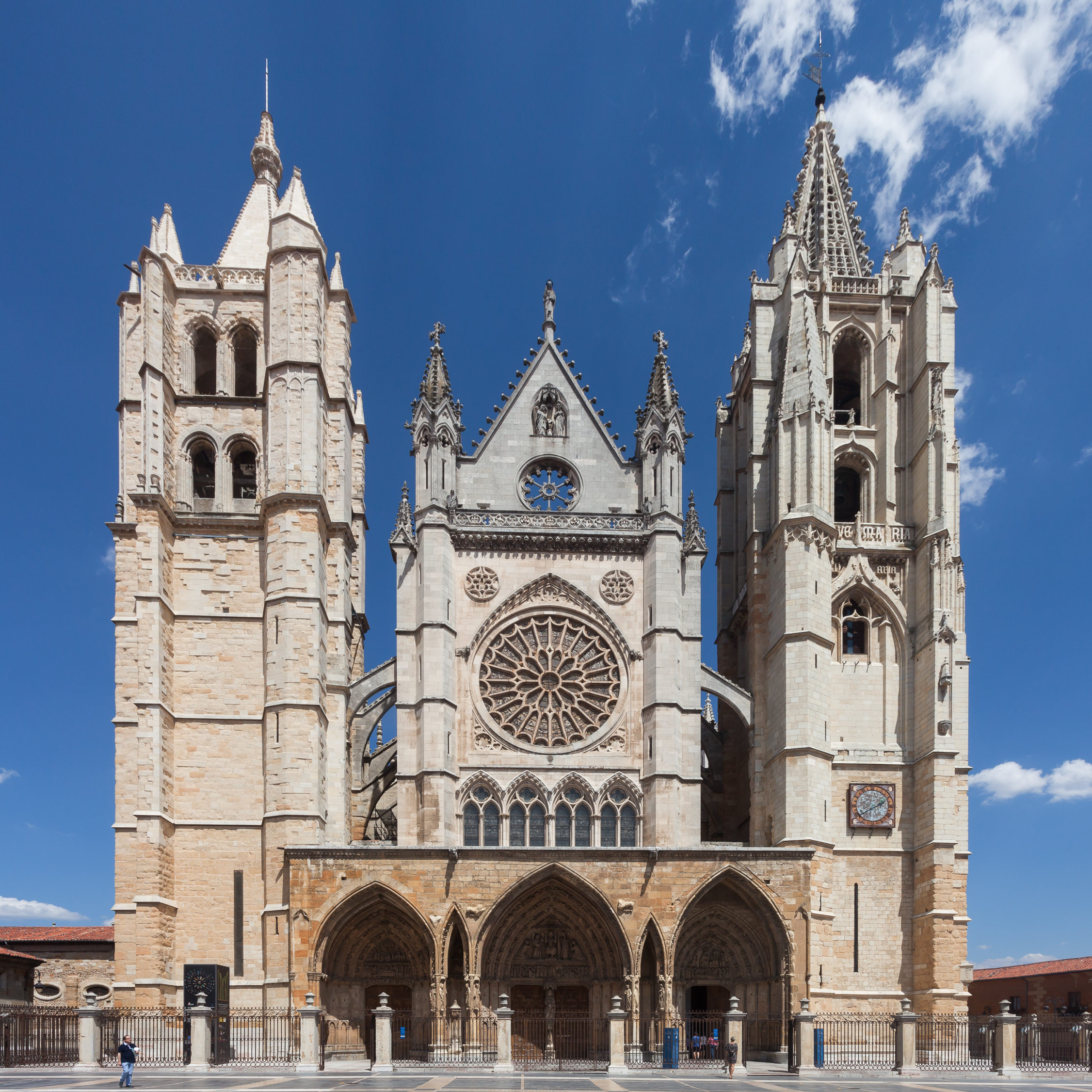
Fachada principal de la catedral de León.

Fue sepultado, según Faustino Menéndez Pidal de Navascués, en la catedral de León, y en opinión de dicho autor es muy probable que formara parte de su tumba la parte frontal de un sepulcro que en la actualidad se halla empotrada en el costado norte de la base del Reloj y flanqueando la puerta de San Francisco. Y el mencionado heraldista describió del siguiente modo en 2011 la decoración de ese frontal sepulcral:

En los cuatro primeros vanos de seis columnitas que soportan arcos apuntados se muestran emblemas ordenados en dos registros. En el superior se repite cuatro veces un grupo de dos castillos y dos leones dispuestos exactamente igual que en el sello, sin escudo y con los leones no afrontados. En el registro inferior aparece una vez este mismo emblema y hay, además, tres composiciones con sendos escudos totalmente desgastados e ilegibles.

Este sepulcro fue abierto el 8 de julio de 1882, y en su interior se encontró el cadáver momificado de un hombre junto con, entre otros objetos, una bula de la época de Enrique IV de Castilla a favor de María Fernández y una moneda del reinado de los Reyes Católicos, lo que ha llevado a suponer que no se encontraba intacto. Sin embargo, en opinión de Gerardo Boto Varela el personaje sepultado debió fallecer, basándose en la moneda de los Reyes Católicos que se encontró en la tumba, después de 1479 y tal vez antes de 1504, lo que invalidaría la hipótesis de Menéndez Pidal de Navascués. Y Boto Varela, basándose en los escudos de armas de la tumba, también añadió que posiblemente el personaje sepultado sea un miembro de las familias Acuña o Enríquez fallecido después de 1479.
| Predecesor: Sancho Alfonso de Castilla   | Señor de Ledesma 1338 – 1344 | Sucesor: Juan Alfonso de Castilla |
| Predecesor: Fadrique Alfonso de Castilla | Señor de Haro 1342 - 1350    | Sucesor: Pedro I de Castilla      |

## Ancestros
| \| \| \| \| \| \| \| \| \| \| \| \| \| \| \| \| \| \| \| \| 16. Alfonso X de Castilla \| \| \| \| \| \| \| \| \| \| \| \| \| \| \| \| \| \| \| \| \| \| \| \| \| \| \| \| \| \| \| \| \| \| \| \| \| \| \| \| \| \| \| \| \| \| \| \| \| \| \| \| \| \| 8. Sancho IV de Castilla \| \| \| \| \| \| \| \| \| \| \| \| \| \| \| \| \| \| \| \| \| \| \| \| \| \| \| \| \| \| \| \| \| \| \| \| \| \| \| \| \| \| \| \| \| \| \| \| \| \| \| \| \| \| 17. Violante de Aragón \| \| \| \| \| \| \| \| \| \| \| \| \| \| \| \| \| \| \| \| \| \| \| \| \| \| \| \| \| \| \| \| \| \| \| \| \| \| \| \| \| \| \| \| \| \| \| \| \| \| \| \| \| \| 4. Fernando IV de Castilla \| \| \| \| \| \| \| \| \| \| \| \| \| \| \| \| \| \| \| \| \| \| \| \| \| \| \| \| \| \| \| \| \| \| \| \| \| \| \| \| \| \| \| \| \| \| \| \| \| \| \| \| \| \| 18. Alfonso de Molina \| \| \| \| \| \| \| \| \| \| \| \| \| \| \| \| \| \| \| \| \| \| \| \| \| \| \| \| \| \| \| \| \| \| \| \| \| \| \| \| \| \| \| \| \| \| \| \| \| \| \| \| \| \| 9. María de Molina \| \| \| \| \| \| \| \| \| \| \| \| \| \| \| \| \| \| \| \| \| \| \| \| \| \| \| \| \| \| \| \| \| \| \| \| \| \| \| \| \| \| \| \| \| \| \| \| \| \| \| \| \| \| 19. Mayor Alfonso de Meneses \| \| \| \| \| \| \| \| \| \| \| \| \| \| \| \| \| \| \| \| \| \| \| \| \| \| \| \| \| \| \| \| \| \| \| \| \| \| \| \| \| \| \| \| \| \| \| \| \| \| \| \| \| \| 2. Alfonso XI de Castilla \| \| \| \| \| \| \| \| \| \| \| \| \| \| \| \| \| \| \| \| \| \| \| \| \| \| \| \| \| \| \| \| \| \| \| \| \| \| \| \| \| \| \| \| \| \| \| \| \| \| \| \| \| \| 20. Alfonso III de Portugal \| \| \| \| \| \| \| \| \| \| \| \| \| \| \| \| \| \| \| \| \| \| \| \| \| \| \| \| \| \| \| \| \| \| \| \| \| \| \| \| \| \| \| \| \| \| \| \| \| \| \| \| \| \| 10. Dionisio I de Portugal \| \| \| \| \| \| \| \| \| \| \| \| \| \| \| \| \| \| \| \| \| \| \| \| \| \| \| \| \| \| \| \| \| \| \| \| \| \| \| \| \| \| \| \| \| \| \| \| \| \| \| \| \| \| 21. Beatriz de Castilla \| \| \| \| \| \| \| \| \| \| \| \| \| \| \| \| \| \| \| \| \| \| \| \| \| \| \| \| \| \| \| \| \| \| \| \| \| \| \| \| \| \| \| \| \| \| \| \| \| \| \| \| \| \| 5. Constanza de Portugal \| \| \| \| \| \| \| \| \| \| \| \| \| \| \| \| \| \| \| \| \| \| \| \| \| \| \| \| \| \| \| \| \| \| \| \| \| \| \| \| \| \| \| \| \| \| \| \| \| \| \| \| \| \| 22. Pedro III de Aragón \| \| \| \| \| \| \| \| \| \| \| \| \| \| \| \| \| \| \| \| \| \| \| \| \| \| \| \| \| \| \| \| \| \| \| \| \| \| \| \| \| \| \| \| \| \| \| \| \| \| \| \| \| \| 11. Santa Isabel de Aragón \| \| \| \| \| \| \| \| \| \| \| \| \| \| \| \| \| \| \| \| \| \| \| \| \| \| \| \| \| \| \| \| \| \| \| \| \| \| \| \| \| \| \| \| \| \| \| \| \| \| \| \| \| \| 23. Constanza II de Sicilia \| \| \| \| \| \| \| \| \| \| \| \| \| \| \| \| \| \| \| \| \| \| \| \| \| \| \| \| \| \| \| \| \| \| \| \| \| \| \| \| \| \| \| \| \| \| \| \| \| \| \| \| \| \| 1. Fernando Alfonso de Castilla \| \| \| \| \| \| \| \| \| \| \| \| \| \| \| \| \| \| \| \| \| \| \| \| \| \| \| \| \| \| \| \| \| \| \| \| \| \| \| \| \| \| \| \| \| \| \| \| \| \| \| \| \| \| 24. Nuño Guillén de Guzmán \| \| \| \| \| \| \| \| \| \| \| \| \| \| \| \| \| \| \| \| \| \| \| \| \| \| \| \| \| \| \| \| \| \| \| \| \| \| \| \| \| \| \| \| \| \| \| \| \| \| \| \| \| \| 12. Álvar Pérez de Guzmán el Viejo \| \| \| \| \| \| \| \| \| \| \| \| \| \| \| \| \| \| \| \| \| \| \| \| \| \| \| \| \| \| \| \| \| \| \| \| \| \| \| \| \| \| \| \| \| \| \| \| \| \| \| \| \| \| 25. Teresa Rodríguez de Brizuela \| \| \| \| \| \| \| \| \| \| \| \| \| \| \| \| \| \| \| \| \| \| \| \| \| \| \| \| \| \| \| \| \| \| \| \| \| \| \| \| \| \| \| \| \| \| \| \| \| \| \| \| \| \| 6. Pedro Núñez de Guzmán \| \| \| \| \| \| \| \| \| \| \| \| \| \| \| \| \| \| \| \| \| \| \| \| \| \| \| \| \| \| \| \| \| \| \| \| \| \| \| \| \| \| \| \| \| \| \| \| \| \| \| \| \| \| 26. Gonzalo Ruiz Girón \| \| \| \| \| \| \| \| \| \| \| \| \| \| \| \| \| \| \| \| \| \| \| \| \| \| \| \| \| \| \| \| \| \| \| \| \| \| \| \| \| \| \| \| \| \| \| \| \| \| \| \| \| \| 13. María González Girón \| \| \| \| \| \| \| \| \| \| \| \| \| \| \| \| \| \| \| \| \| \| \| \| \| \| \| \| \| \| \| \| \| \| \| \| \| \| \| \| \| \| \| \| \| \| \| \| \| \| \| \| \| \| 27. Elvira Díaz de Castañeda \| \| \| \| \| \| \| \| \| \| \| \| \| \| \| \| \| \| \| \| \| \| \| \| \| \| \| \| \| \| \| \| \| \| \| \| \| \| \| \| \| \| \| \| \| \| \| \| \| \| \| \| \| \| 3. Leonor de Guzmán \| \| \| \| \| \| \| \| \| \| \| \| \| \| \| \| \| \| \| \| \| \| \| \| \| \| \| \| \| \| \| \| \| \| \| \| \| \| \| \| \| \| \| \| \| \| \| \| \| \| \| \| \| \| 28. Pedro Ponce de Cabrera \| \| \| \| \| \| \| \| \| \| \| \| \| \| \| \| \| \| \| \| \| \| \| \| \| \| \| \| \| \| \| \| \| \| \| \| \| \| \| \| \| \| \| \| \| \| \| \| \| \| \| \| \| \| 14. Fernán Pérez Ponce de León \| \| \| \| \| \| \| \| \| \| \| \| \| \| \| \| \| \| \| \| \| \| \| \| \| \| \| \| \| \| \| \| \| \| \| \| \| \| \| \| \| \| \| \| \| \| \| \| \| \| \| \| \| \| 29. Aldonza Alfonso de León \| \| \| \| \| \| \| \| \| \| \| \| \| \| \| \| \| \| \| \| \| \| \| \| \| \| \| \| \| \| \| \| \| \| \| \| \| \| \| \| \| \| \| \| \| \| \| \| \| \| \| \| \| \| 7. Juana Ponce de León \| \| \| \| \| \| \| \| \| \| \| \| \| \| \| \| \| \| \| \| \| \| \| \| \| \| \| \| \| \| \| \| \| \| \| \| \| \| \| \| \| \| \| \| \| \| \| \| \| \| \| \| \| \| 30. Gutierre Suárez de Meneses \| \| \| \| \| \| \| \| \| \| \| \| \| \| \| \| \| \| \| \| \| \| \| \| \| \| \| \| \| \| \| \| \| \| \| \| \| \| \| \| \| \| \| \| \| \| \| \| \| \| \| \| \| \| 15. Urraca Gutiérrez de Meneses \| \| \| \| \| \| \| \| \| \| \| \| \| \| \| \| \| \| \| \| \| \| \| \| \| \| \| \| \| \| \| \| \| \| \| \| \| \| \| \| \| \| \| \| \| \| \| \| \| \| \| \| \| \| 31. Elvira Anes de Sousa \| \| \| \| \| \| \| \| \| \| \| \| \| \| \| \| \| \| \| \| \| \| \| \| \| \| \| \| \| \| \| \| \| \| \| \| \| \| \| \| \| \| \| \| \| \| \| \| \| \| \| \| |                                    |  |  |  |  |  |  |  |  |  |  |  |  |  |  |  |
| |                                    |  |  |  |  |  |  |  |  |  |  |  |  |  |  |  |
| | 16. Alfonso X de Castilla          |  |  |  |  |  |  |  |  |  |  |  |  |  |  |  |
| |                                    |  |  |  |  |  |  |  |  |  |  |  |  |  |  |  |
| |                                    |  |  |  |  |  |  |  |  |  |  |  |  |  |  |  |
| | 8. Sancho IV de Castilla           |  |  |  |  |  |  |  |  |  |  |  |  |  |  |  |
| |                                    |  |  |  |  |  |  |  |  |  |  |  |  |  |  |  |
| |                                    |  |  |  |  |  |  |  |  |  |  |  |  |  |  |  |
| | 17. Violante de Aragón             |  |  |  |  |  |  |  |  |  |  |  |  |  |  |  |
| |                                    |  |  |  |  |  |  |  |  |  |  |  |  |  |  |  |
| |                                    |  |  |  |  |  |  |  |  |  |  |  |  |  |  |  |
| | 4. Fernando IV de Castilla         |  |  |  |  |  |  |  |  |  |  |  |  |  |  |  |
| |                                    |  |  |  |  |  |  |  |  |  |  |  |  |  |  |  |
| |                                    |  |  |  |  |  |  |  |  |  |  |  |  |  |  |  |
| | 18. Alfonso de Molina              |  |  |  |  |  |  |  |  |  |  |  |  |  |  |  |
| |                                    |  |  |  |  |  |  |  |  |  |  |  |  |  |  |  |
| |                                    |  |  |  |  |  |  |  |  |  |  |  |  |  |  |  |
| | 9. María de Molina                 |  |  |  |  |  |  |  |  |  |  |  |  |  |  |  |
| |                                    |  |  |  |  |  |  |  |  |  |  |  |  |  |  |  |
| |                                    |  |  |  |  |  |  |  |  |  |  |  |  |  |  |  |
| | 19. Mayor Alfonso de Meneses       |  |  |  |  |  |  |  |  |  |  |  |  |  |  |  |
| |                                    |  |  |  |  |  |  |  |  |  |  |  |  |  |  |  |
| |                                    |  |  |  |  |  |  |  |  |  |  |  |  |  |  |  |
| | 2. Alfonso XI de Castilla          |  |  |  |  |  |  |  |  |  |  |  |  |  |  |  |
| |                                    |  |  |  |  |  |  |  |  |  |  |  |  |  |  |  |
| |                                    |  |  |  |  |  |  |  |  |  |  |  |  |  |  |  |
| | 20. Alfonso III de Portugal        |  |  |  |  |  |  |  |  |  |  |  |  |  |  |  |
| |                                    |  |  |  |  |  |  |  |  |  |  |  |  |  |  |  |
| |                                    |  |  |  |  |  |  |  |  |  |  |  |  |  |  |  |
| | 10. Dionisio I de Portugal         |  |  |  |  |  |  |  |  |  |  |  |  |  |  |  |
| |                                    |  |  |  |  |  |  |  |  |  |  |  |  |  |  |  |
| |                                    |  |  |  |  |  |  |  |  |  |  |  |  |  |  |  |
| | 21. Beatriz de Castilla            |  |  |  |  |  |  |  |  |  |  |  |  |  |  |  |
| |                                    |  |  |  |  |  |  |  |  |  |  |  |  |  |  |  |
| |                                    |  |  |  |  |  |  |  |  |  |  |  |  |  |  |  |
| | 5. Constanza de Portugal           |  |  |  |  |  |  |  |  |  |  |  |  |  |  |  |
| |                                    |  |  |  |  |  |  |  |  |  |  |  |  |  |  |  |
| |                                    |  |  |  |  |  |  |  |  |  |  |  |  |  |  |  |
| | 22. Pedro III de Aragón            |  |  |  |  |  |  |  |  |  |  |  |  |  |  |  |
| |                                    |  |  |  |  |  |  |  |  |  |  |  |  |  |  |  |
| |                                    |  |  |  |  |  |  |  |  |  |  |  |  |  |  |  |
| | 11. Santa Isabel de Aragón         |  |  |  |  |  |  |  |  |  |  |  |  |  |  |  |
| |                                    |  |  |  |  |  |  |  |  |  |  |  |  |  |  |  |
| |                                    |  |  |  |  |  |  |  |  |  |  |  |  |  |  |  |
| | 23. Constanza II de Sicilia        |  |  |  |  |  |  |  |  |  |  |  |  |  |  |  |
| |                                    |  |  |  |  |  |  |  |  |  |  |  |  |  |  |  |
| |                                    |  |  |  |  |  |  |  |  |  |  |  |  |  |  |  |
| | 1. Fernando Alfonso de Castilla    |  |  |  |  |  |  |  |  |  |  |  |  |  |  |  |
| |                                    |  |  |  |  |  |  |  |  |  |  |  |  |  |  |  |
| |                                    |  |  |  |  |  |  |  |  |  |  |  |  |  |  |  |
| | 24. Nuño Guillén de Guzmán         |  |  |  |  |  |  |  |  |  |  |  |  |  |  |  |
| |                                    |  |  |  |  |  |  |  |  |  |  |  |  |  |  |  |
| |                                    |  |  |  |  |  |  |  |  |  |  |  |  |  |  |  |
| | 12. Álvar Pérez de Guzmán el Viejo |  |  |  |  |  |  |  |  |  |  |  |  |  |  |  |
| |                                    |  |  |  |  |  |  |  |  |  |  |  |  |  |  |  |
| |                                    |  |  |  |  |  |  |  |  |  |  |  |  |  |  |  |
| | 25. Teresa Rodríguez de Brizuela   |  |  |  |  |  |  |  |  |  |  |  |  |  |  |  |
| |                                    |  |  |  |  |  |  |  |  |  |  |  |  |  |  |  |
| |                                    |  |  |  |  |  |  |  |  |  |  |  |  |  |  |  |
| | 6. Pedro Núñez de Guzmán           |  |  |  |  |  |  |  |  |  |  |  |  |  |  |  |
| |                                    |  |  |  |  |  |  |  |  |  |  |  |  |  |  |  |
| |                                    |  |  |  |  |  |  |  |  |  |  |  |  |  |  |  |
| | 26. Gonzalo Ruiz Girón             |  |  |  |  |  |  |  |  |  |  |  |  |  |  |  |
| |                                    |  |  |  |  |  |  |  |  |  |  |  |  |  |  |  |
| |                                    |  |  |  |  |  |  |  |  |  |  |  |  |  |  |  |
| | 13. María González Girón           |  |  |  |  |  |  |  |  |  |  |  |  |  |  |  |
| |                                    |  |  |  |  |  |  |  |  |  |  |  |  |  |  |  |
| |                                    |  |  |  |  |  |  |  |  |  |  |  |  |  |  |  |
| | 27. Elvira Díaz de Castañeda       |  |  |  |  |  |  |  |  |  |  |  |  |  |  |  |
| |                                    |  |  |  |  |  |  |  |  |  |  |  |  |  |  |  |
| |                                    |  |  |  |  |  |  |  |  |  |  |  |  |  |  |  |
| | 3. Leonor de Guzmán                |  |  |  |  |  |  |  |  |  |  |  |  |  |  |  |
| |                                    |  |  |  |  |  |  |  |  |  |  |  |  |  |  |  |
| |                                    |  |  |  |  |  |  |  |  |  |  |  |  |  |  |  |
| | 28. Pedro Ponce de Cabrera         |  |  |  |  |  |  |  |  |  |  |  |  |  |  |  |
| |                                    |  |  |  |  |  |  |  |  |  |  |  |  |  |  |  |
| |                                    |  |  |  |  |  |  |  |  |  |  |  |  |  |  |  |
| | 14. Fernán Pérez Ponce de León     |  |  |  |  |  |  |  |  |  |  |  |  |  |  |  |
| |                                    |  |  |  |  |  |  |  |  |  |  |  |  |  |  |  |
| |                                    |  |  |  |  |  |  |  |  |  |  |  |  |  |  |  |
| | 29. Aldonza Alfonso de León        |  |  |  |  |  |  |  |  |  |  |  |  |  |  |  |
| |                                    |  |  |  |  |  |  |  |  |  |  |  |  |  |  |  |
| |                                    |  |  |  |  |  |  |  |  |  |  |  |  |  |  |  |
| | 7. Juana Ponce de León             |  |  |  |  |  |  |  |  |  |  |  |  |  |  |  |
| |                                    |  |  |  |  |  |  |  |  |  |  |  |  |  |  |  |
| |                                    |  |  |  |  |  |  |  |  |  |  |  |  |  |  |  |
| | 30. Gutierre Suárez de Meneses     |  |  |  |  |  |  |  |  |  |  |  |  |  |  |  |
| |                                    |  |  |  |  |  |  |  |  |  |  |  |  |  |  |  |
| |                                    |  |  |  |  |  |  |  |  |  |  |  |  |  |  |  |
| | 15. Urraca Gutiérrez de Meneses    |  |  |  |  |  |  |  |  |  |  |  |  |  |  |  |
| |                                    |  |  |  |  |  |  |  |  |  |  |  |  |  |  |  |
| |                                    |  |  |  |  |  |  |  |  |  |  |  |  |  |  |  |
| | 31. Elvira Anes de Sousa           |  |  |  |  |  |  |  |  |  |  |  |  |  |  |  |
| |                                    |  |  |  |  |  |  |  |  |  |  |  |  |  |  |  |
| |                                    |  |  |  |  |  |  |  |  |  |  |  |  |  |  |  |